# Tonkawa

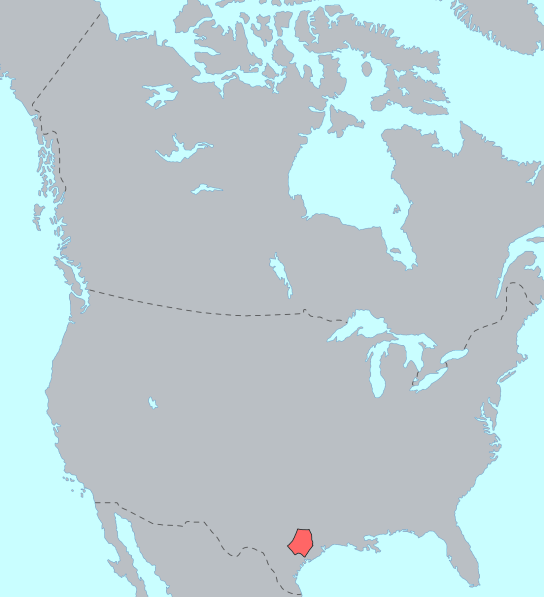
Tonkawaspråkets historiska utbredningsområde.

Tonkawa är ett utdött uramerikanskt isolatspråk som talades i Oklahoma, Texas och New Mexico av tonkawa-folket. Språket dog ut i början av 1900-talet. 
Enligt Ethnologue finns det idag cirka 90 etniska tonkawier kvar som alla talar engelska.
Vid folkräkningen 2000 rapporterade 333 människor att de räknade de sig som helt eller delvis Tonkawa.